# Перший Ватиканський собор

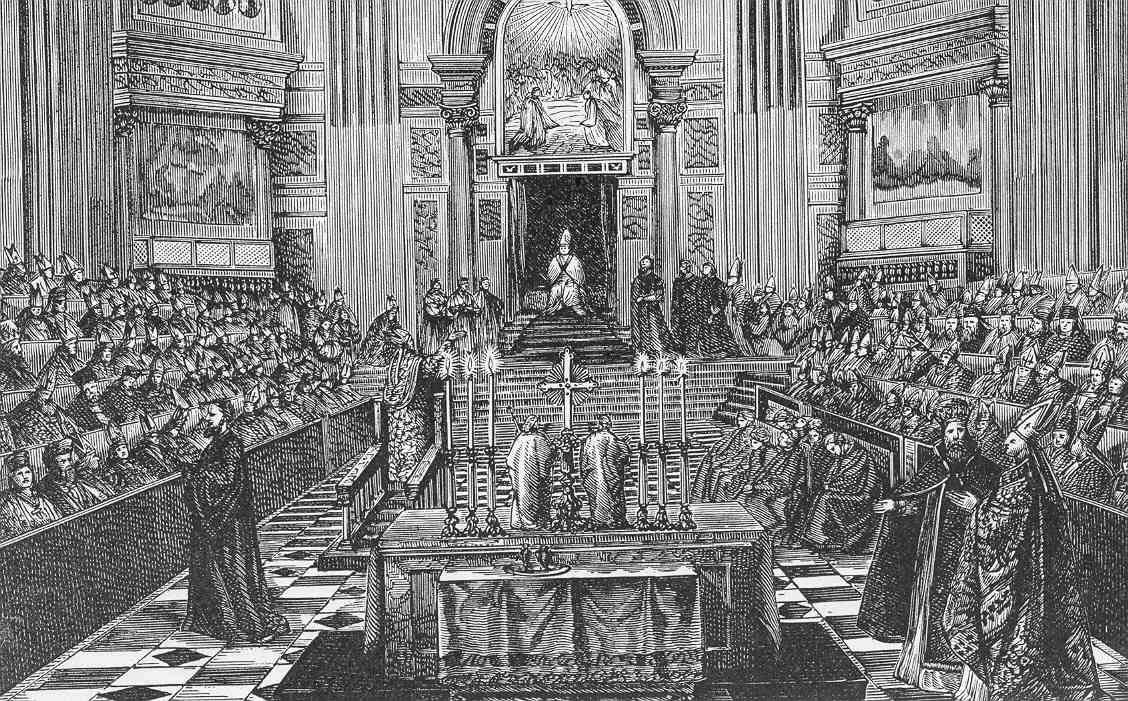
Перший Ватиканський собор

Пе́рший Ватика́нський собо́р (лат. Concilium Vaticanum Primum) — за прийнятою в римо-католицькій церкві лічбою 20-й Вселенський собор. Був скликаний 29 червня 1868 року буллою папи Пія ІХ «Aeterni Patris». Перша сесія почалася в соборі святого Петра 8 грудня 1869 року, її відвідали близько 800 старших церковних діячів. Собор перервав свою роботу 1 вересня 1870 року з початком Франко-прусської війни, в результаті якої війська Італійського королівства захопили Рим. Більше собор не відновлював свою роботу.
На соборі було прийнято дві догматичні конституції:
1. Dei Filius викладала католицьку позицію щодо Бога як Творця всіх речей, щодо природного пізнання Бога людиною, надприродного Одкровення, віри та довіри і про ставлення віри та розуму.
2. Pastor aeternus проголошувала позицію з ряду тем: примат апостола Петра, Папа Римський як наступник Петра, вселенська юрисдикція Римського єпископа, Догмат про непомильність Папи (лат. infallibilitas). Конституція є найповнішим офіційним викладом позиції католицької церкви щодо папської влади.
Часткова перемога ультрамонтанської точки зору була значною мірою зумовлена запеклою боротьбою папства за збереження своєї світської влади перед натиском військ Віктора Еммануїла, що в 1871 році запанував у Римі.